# Enoplognatha ovata
Enoplognatha ovata là một loài nhện trong họ Theridiidae. Nó là loài bản địa châu Âu và đã được du nhập vào Bắc Mỹ.
Nó có chiều dài 6 mm (không tính chân) và có các chân có chân mờ và bụng hình cầu là biến đổi trong màu sắc và hình thể màu rất lớn, màu nền là màu trắng hoặc màu xanh lá cây và có thể được đánh dấu với một hàng chấm đen, một màu đỏ sọc rộng hoặc với hai sọc đỏ trong một hình chữ v. Mặc dù kích thước nhỏ, nó là loài săn mồi đáng sợ có thể bắt côn trùng có kích thước của nó nhiều lần. Con cái đặt trứng trong một túi màu xám và có tơ cuốn chặt vào bụng cho đến khi trứng nở.

## Hình ảnh

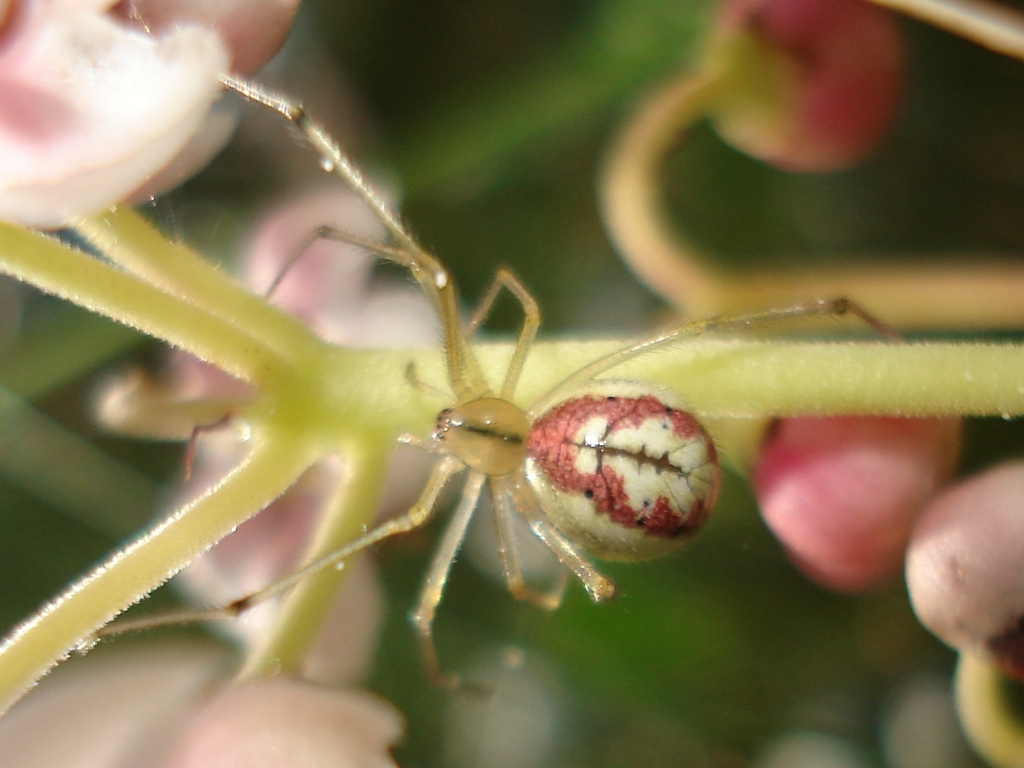
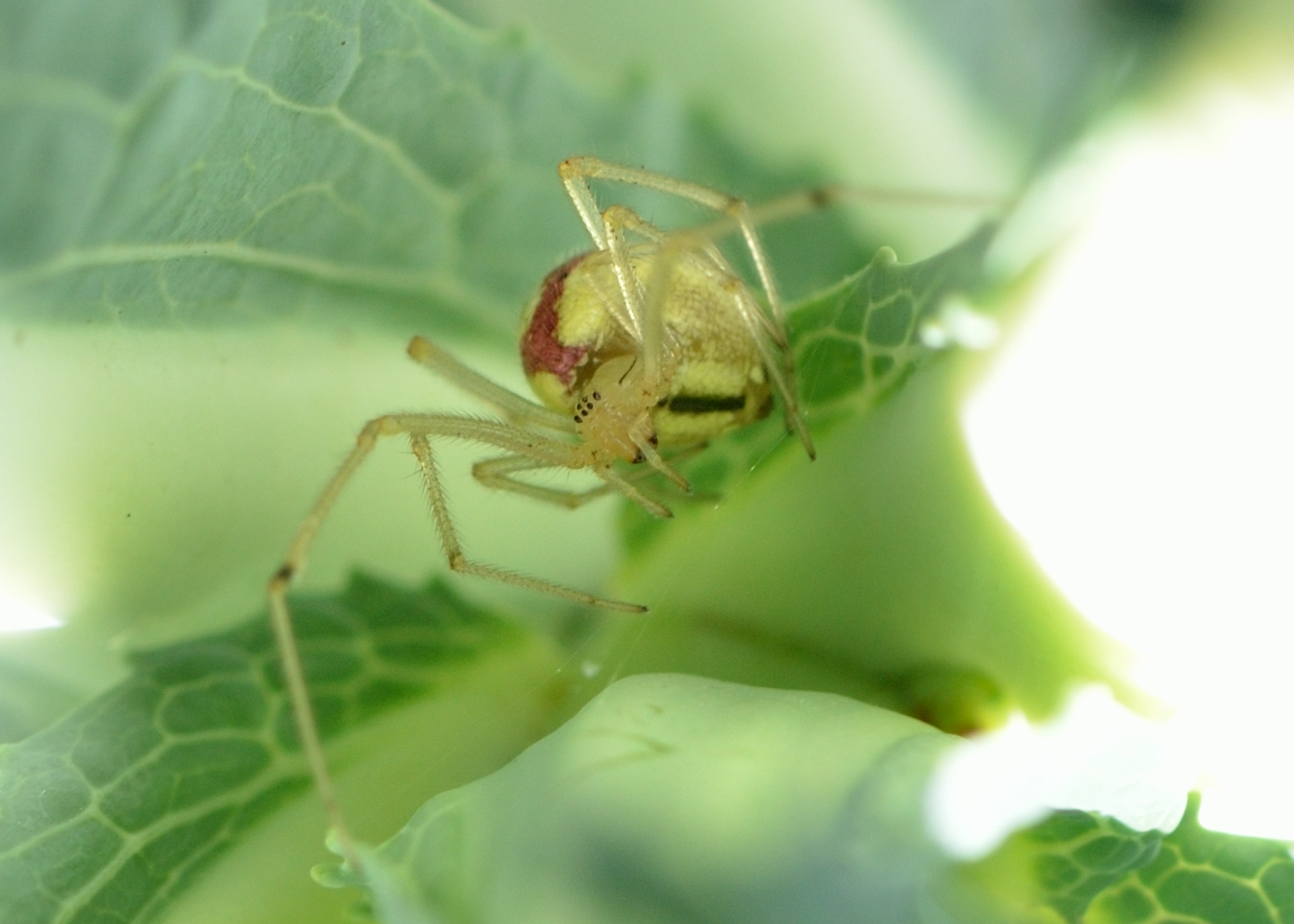
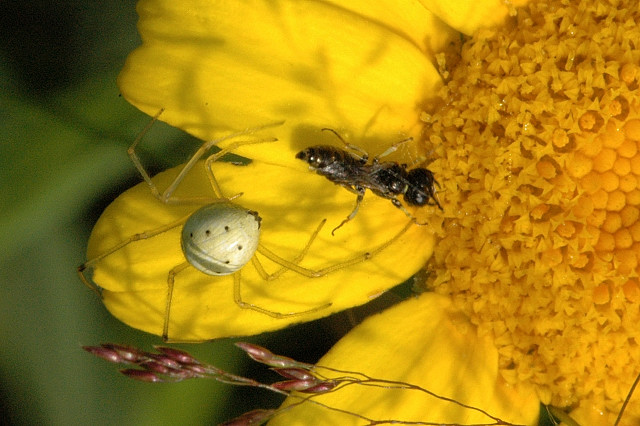
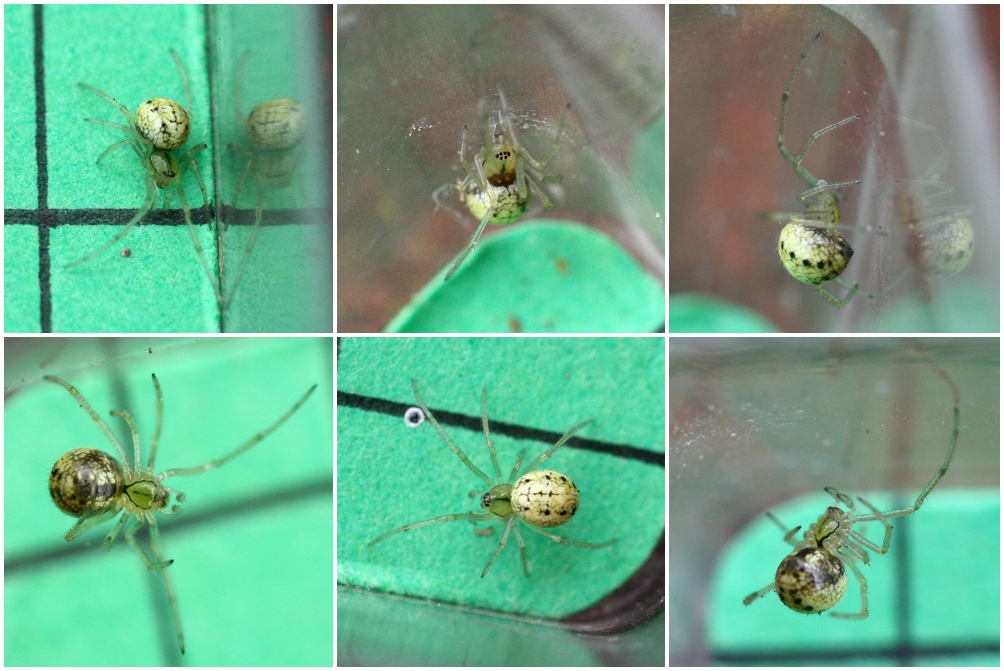